# Larousse gastronomique
Le Larousse gastronomique est un livre de référence sur la gastronomie, son histoire et les techniques culinaires.

## Description
Chacune de ses éditions accompagnent la culture culinaire de la France et du monde.
Il est édité par les Éditions Larousse, un des grands éditeurs français de dictionnaires et d'encyclopédies.

## Historique
La première édition du Larousse gastronomique date de 1938. Elle est rédigée par le chef cuisinier Prosper Montagné en collaboration avec le docteur Alfred Gottschalk pour les parties scientifiques. La préface est d'Auguste Escoffier.
Robert Courtine, chroniqueur gastronomique, dirige les trois éditions de 1960[réf. nécessaire], 1967 et 1984.
L'édition de 1996 est marquée par une grande remise à jour, faite sous l'égide d'un comité gastronomique présidé par Joël Robuchon. Cette édition s'ouvre sur les produits et cuisines du monde. Le comité se compose de :
- Michel Creignou
- Jean Delaveyne
- Éric Frachon
- Michel Guérard
- Pierre Hermé
- Robert Linxe
- Élisabeth de Meurville
- Georges Pouvel
- Jean-François Revel
- Pierre Troisgros
- Alain Weill

Pour sa sixième édition en 2007, son titre devient Grand Larousse gastronomique. L'ouvrage est supervisé par un nouveau comité gastronomique qui a été présidé par Joël Robuchon, décédé en 2018. Le comité se compose de :
- Pascal Barbot
- Philippe Conticini
- Hélène Darroze
- Claude Fischler
- Philippe Gobet
- Bruno Goussault (en)
- Pierre Hermé
- Alain Le Courtois
- Jean-Paul Lespinasse
- Anne-Sophie Pic
- Jean-François Piège
- Georges Pouvel
- Gilles Pudlowski
- Christophe Quantin
- Pierre Troisgros
- Gérard Vié

Il en est de même pour la dernière édition parue à ce jour, en 2017.